# The Coffee Bean & Tea Leaf
The Coffee Bean & Tea Leaf (đôi khi tên được rút ngắn chỉ đơn giản là "The Coffee Bean" hoặc "Coffee Bean") là một chuỗi cà phê Mỹ, sở hữu và điều hành bởi International Coffee & Tea LLC có trụ sở chính ở Los Angeles, California. Khai trương cửa hàng đầu tiên vào tháng 9 năm 1963. Chuỗi này hiện có hơn 900 cửa hàng tại 25 quốc gia. Tại Hoa Kỳ, The Coffee Bean & Tea Leaf đã có cửa hàng tại ở San Francisco, Phoenix, Las Vegas, Honolulu, Texas, Alabama, Miami, Detroit, Thành phố New York, Twin Cities và Washington D.C.. Phần lớn các cửa hàng nằm ở miền Nam California, bao gồm Los Angeles, San Diego, Santa Barbara và Ventura. Nhiều địa điểm ngoài tiểu bang California là nhượng quyền thương mại, chẳng hạn như Hawaii. Singapore Sunny and Victor Sassoon đã mở các cửa hàng trên khắp Đông Nam Á và nhiều nơi khác trên thế giới kể từ khi mua công ty trong năm 1998.
Ở ngoài Hoa Kỳ, hãng này có các cửa hàng tại Brunei, Campuchia, Trung Quốc, Ai Cập, Đức, Ấn Độ, Indonesia, Israel, Hàn Quốc, Kuwait, Lebanon, Malaysia, Mexico, Mông Cổ, Philippines, Qatar, Saudi Arabia, Singapore, Sri Lanka, Thái Lan, Thổ Nhĩ Kỳ, UAE, Việt Nam Bahrain và chi nhánh mới mở ở Amman, Jordan.

## Lịch sử
The Coffee Bean & Tea Leaf thành lập vào tháng 9 năm 1963 Họ đã khai trương cửa hàng đầu tiên ở quận của Los Angeles Brentwood. Cửa hàng ban đầu hiện đã đóng cửa. Herbert B. Hyman, ông chủ của thương hiệu này trở thành một trong những chuyên gia đầu tiên của dòng cà phê cao cấp tại tiểu bang California. Hơn 40 năm sau, Herbert B. Hyman góp công đưa The Coffee Bean & Tea Leaf vươn lên vị trí một trong những Công ty tư nhân lớn nhất trên thế giới.